# 中国北极黄河站
中国北极黄河站（挪威語：Guleelvstasjonen），简称黄河站，是中华人民共和国在北极建立的第一个科学考察站，建立于2004年7月28日，位于北纬78°55′，东经11°56′的挪威斯瓦尔巴群岛的新奥尔松。该站使得中国成为世界上第8个拥有北极科考站的国家。黄河站是该地区第10个科考站。黄河站所在的新奥尔松科考村的后勤保障由挪威王湾公司统一管理包括机场、码头等设施的提供与维护。

## 选址
黄河站选在挪威斯瓦尔巴群岛的新奥尔松的原因如下：
1. 极地考察需要永久性科学平台和野外调查基地，由于北极圈大部分为海洋，因而无法将科考站建在北极点附近；
2. 雖然斯瓦尔巴群岛是挪威领土，但中国是《斯匹兹卑尔根条约》的签约国之一，因此人員有自由居留及参与科研的权利；
3. 由于不对游客开放，新奥尔松地区环境不受污染，并远离外界干扰；
4. 有成熟的交通、通讯等完善、专业的后勤保障条件；
5. 有利于国际合作：多个国家在此地区建站。

## 建站
2001年中国国家海洋局会同13个部委局拟定了建站方案。2002年5月通过评估；9月，中方代表团访问挪威，与之就建站问题磋商，并进行实地考察，获得了挪威方面的欢迎。根据考察结果编写的《中国北极科学考察站建设总体方案》于2002年12月28日获得国家计委办公厅批复，正式立项。2003年夏季，科考站主体建设工作完成，开始安装调试科研仪器，部分人员进驻并开始试运行。
2003年11月，中方与挪威方面正式签约。
2004年1月12日上午，国家海洋局宣布中国北极科学考察站即将建成，并委托新浪网征集站名。从12日到25日，新浪网利用3000多个有效投票最终确定了30个候选站名，并最终筛选将科考站定名为“中国北极黄河站”。
2004年7月28日，经过近一年的试运行，黄河站正式投入使用。

## 科考内容

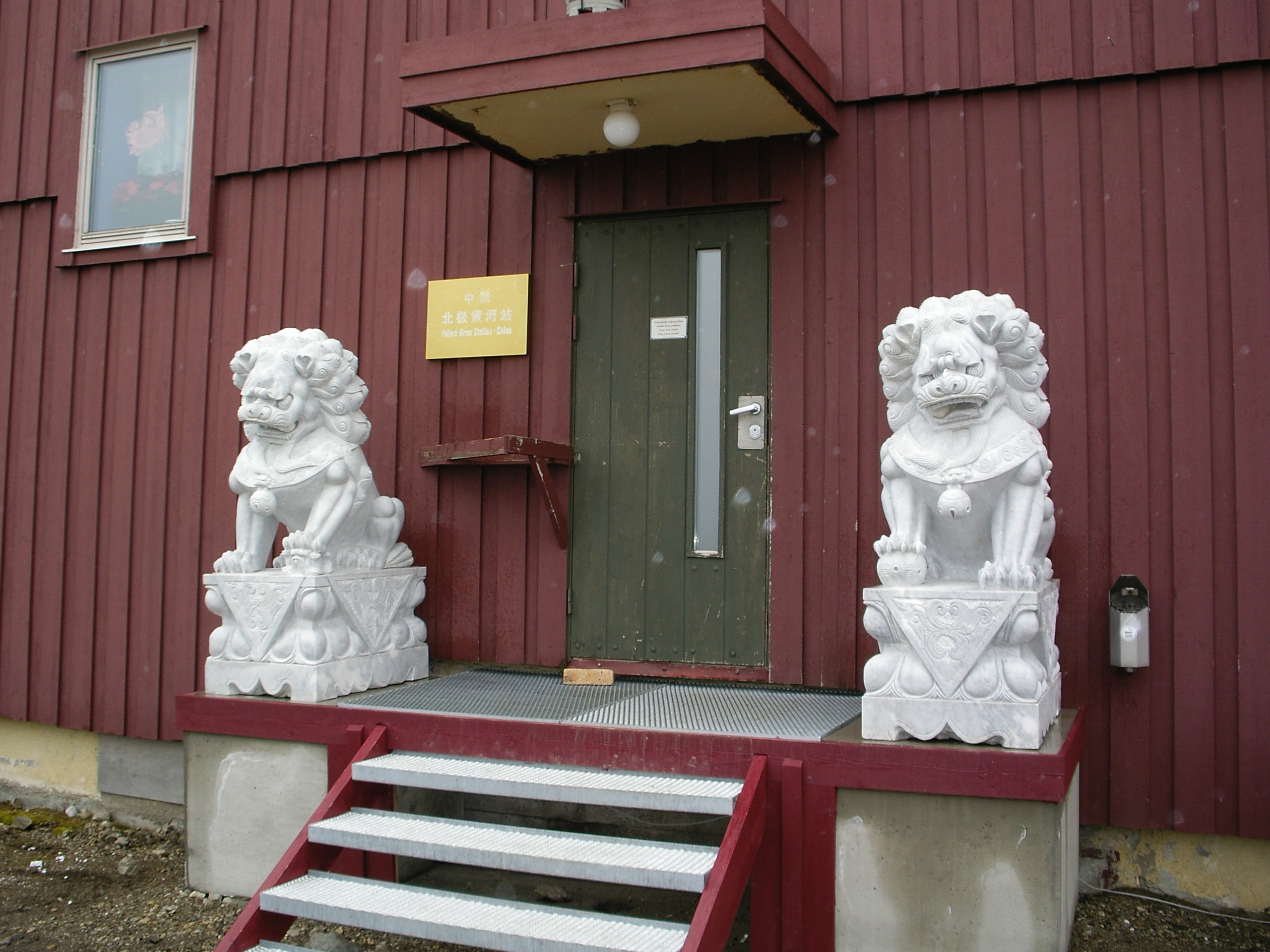
位於斯匹次卑爾根/斯瓦爾巴群島新奧勒鬆的中國研究站(黃河站)入口

2004年7月28日黄河站落成至今，共执行10次常规年度科考任务。

### 正式建站前
截止2004年7月27日，黄河站已经建成极光观测实验室、固体地球与大气环境监测实验室、生态与雪冰环境监测实验室、分析实验室，部分队员在前三个实验室中进行研究：科考队员采回的海水、冰雪等样品将在分析实验室内进行初步处理。
2003年11月17日至2004年3月12日，部分科考队员利用试运行期间，在黄河站进行越冬极光观测，获得了900个小时的极光观测数据，并和国际同行在极光观测中进行了国际合作。

### 第一批科考队
往返线路：北京-斯德哥尔摩（瑞典）-奥斯陆（挪威）－朗伊尔城－新奥尔松
黄河站首批科考队员由中国极地中心副主任杨惠根博士率领，于2004年7月20日启程。这是中国自雪龙号两次远征北极后第三次派遣科考队前往北极执行任务。本次科考包括11名中国科研人员，后来变为14名中国科研人员和1名日本科研人员。科研任务包括高空大气物理观测、气象观测站建立气象观测站建立、GPS卫星跟踪站建立、地球生态环境演变考察、近岸海洋环境监测、冰川长期监测的可行性调查和大气化学采样。考查内容包括高空、海洋、大气、冰川、生态、地质、大地测量等学科的野外基础调查、学科之间的交叉与合作；了解周边环境及其他科考站内容，开展国际合作；探索该地区科考的总体目标，进一步明确研究方向。
此次科考越冬期另有两名驻站人员。

### 2006年至今
除常规年度科考以外，黄河站还在夏季迎接短期考察人员。
2012年，中国国家海洋环境监测中心派出的11人科考队于7月2日至30日对新奥尔松地区周围的环境考察。8月期间有8名留守科考人员，并进行测量当地PM2.5等针对高纬度人类活动影响相对较小的地区开展的气溶胶研究。

## 设施
建筑设施：总机房、站长室、卫星跟踪站、生态与冰雪环境监测实验室、极光观测室（兼传真）等建筑设施。
交通设施：雪地摩托2辆、沙滩车2辆、40马力橡皮艇一艘和9座柴油面包车一部。